# ال-۳ فلایت اینترنشنال اوییشن
ال-۳ فلایت اینترنشنال اوییشن (به انگلیسی: L-3 Flight International Aviation) یک شرکت هواپیمایی است. دفتر مرکزی ال-۳ فلایت اینترنشنال اوییشن در نیوپورت نیوز، ویرجینیا، ایالات متحده آمریکا واقع شده‌است.